# Усадьба Салтыковых — Чертковых
Дом Чертко́ва (уса́дьба Салтыко́вых — Чертко́вых) — московская усадьба в стиле рококо XVII—XIX веков. Расположена по адресу Мясницкая улица дом 7. Современный вид здание обрело после перестройки по проекту Семёна Карина в 1787 году. В 1831-м здание купил общественный деятель и просветитель Александр Чертков, открывший в помещениях библиотеку на основе своей частной коллекции рукописей и редких книг. В будущем эта коллекция станет Государственной публичной исторической библиотекой России . С 1930-х годов усадьба принадлежит Всесоюзному обществу «Знание». Объект культурного наследия федерального значения.

## История
В XVI веке на территории современной усадьбы располагались деревянные палаты семьи Волынских, а начиная с 1690-х годов владение принадлежало касимовским царевичам — потомкам наследников хана Золотой Орды. В 1728-м имение выкупил князь Алексей Долгоруков, отец невесты Петра II Екатерины Долгоруковой. Князя сослали в Берёзов из-за конфликта с императрицей Анной Иоанновной, а новыми владельцами стала семья Салтыковых. При них главный корпус усадьбы перестроили в стиле рококо по проекту архитектора Семёна Карина. Также на территории имения были возведены хозяйственные постройки, впоследствии оформленные в боковые корпуса. Здание не пострадало во время пожара 1812 года, уничтожившего большую часть застройки центра Москвы. Согласно городской легенде, Наполеон провёл в здании две ночи и очень полюбил усадьбу.
В 1831 году владение выкупил губернский предводитель дворянства и отставной полковник Александр Чертков. Будучи увлечённым русской историей, нумизматикой, а также коллекционированием славянских рукописей, Чертков вскоре возглавил Московское общество истории и древностей Российских при Московском университете. С того времени заседания стали проходить в доме Черткова. К 1840-му бывшая усадьба Салтыковых стала одним из главных культурных центров Москвы, посетить обширную библиотеку Черткова приезжали Александр Пушкин, Николай Гоголь, Василий Жуковский, Михаил Загоскин, Михаил Щепкин, а также Григорий Данилевский и другие деятели искусства.
Такого радушия… готовности служить советами, библиотекою я никогда более не встречал. Дом его, кабинет, он сам в сюртуке с накидкою по нему халата, разбросанные статуэтки, книжки, книжечки по столам, стульям, — со мною как бы сроднились. Нигде так приятно и полезно не проводил я времени, как в гостеприимном доме Черткова.Историк Николай Мурзакевич
После смерти Черткова в 1858 году усадьба перешла к его сыну Григорию, решившему исполнить желание отца и открыть в одном из флигелей общественный читальный зал. Среди постоянных посетителей зала были Лев Толстой и Константин Циолковский. В 1873-м Григорий Чертков передал библиотеку в дар Москве, на тот момент коллекция состояла из более чем 22 000 книг и рукописей. Впоследствии собрание вошло в библиотеку Румянцевского музея, а в настоящее время составляет основу Российской государственной и Исторической библиотек.
В Чертовской библиотеке много читал книг по точным наукам. Кстати, там я заметил одного служащего с необыкновенно добрым лицом. Никогда я потом не встречал ничего подобного. Видно, правда, что лицо есть зеркало души. Когда усталые и бесприютные люди засыпали в библиотеке, то он не обращал на это никакого внимания. Другой библиотекарь сейчас же сурово будил.Конструктор Константин Циолковский
В 1873 году Чертков продал усадьбу купчихе Наталье Гагариной, которая наняла архитектора Николая Соколова для проведения масштабной перестройки здания. Перед главным домом возвели павильон, спроектированный Юлием Дидериксом — автором проекта Рижского вокзала. Боковые корпуса усадьбы было решено сдавать в аренду, в них разместились магазин семян Иммера Эрнеста, правление Российского общества любителей садоводства и другие учреждения.
В 1879 году из-за финансовых проблем Наталья Гагарина была вынуждена заложить дом Московскому кредитному обществу. Впоследствии она не смогла найти деньги на выкуп усадьбы и Общество выставило имение на торги — здание перешло к московской купчихе Клавдии Обидиной. Новая хозяйка также сдала в аренду боковые пристройки и центральный корпус, в нём с середины 1890-х разместили Московское архитектурное общество и Литературно-артистический клуб с кружком, который посещали основатели Московского художественного театра. Современный вид здание приобрело в 1899 году, когда архитектор Фёдор Шехтель переоформил центральную лестницу особняка.
В 1902 году в доме был открыт ресторан Симона Милля, а в 1906-м по проекту архитектора Адама Дитриха к фасаду особняка пристроили здание магазина. В подвале одного из флигелей разместили Химико-бактериологический институт доктора Филиппа Блюменталя, в котором разрабатывали прививки против холеры и других болезней.
В 1914 году дом был продан предпринимателю Г. А. Кеппену, который решил снести усадьбу и построить на её месте пятиэтажный доходный дом. Однако из-за начала Первой мировой войны в 1918-м план не был осуществлён.

### Советское время
После революции 1917 года здание усадьбы было заброшено.
В 1922-м в главном корпусе открыли «Деловой клуб», где помогали новым советским руководителям перенять опыт у дореволюционных специалистов. В 1923 году в помещениях также разместили Клуб красных директоров, при котором были организованы курсы математики, экономики и физики для бывших крестьян и матросов. Главой клуба назначили Феликса Дзержинского, на заседаниях выступали революционеры Вячеслав Менжинский, Валериан Куйбышев, Серго Орджоникидзе.
В 1927-м оба клуба были объединены в Клуб работников народного хозяйства имени Дзержинского
В 1937 году переименован в «Дом инженера и техника имени Ф. Э. Джержинского», при котором был свой симфонический оркестр.
В 1959-м в здании открыли редакцию журнала «Наука и жизнь».
В здании проходили съёмки кинофильмов «Возвращение Максима» и «Семнадцать мгновений весны».

### Современное состояние
В 1991 году Дом инженеров переименовали в Центральный российский дом знаний.
В особняке проводили временные выставки и экскурсии по восстановленным интерьерам.
В августе 2022 года бывший худрук МХАТа Эдуард Бояков объявил об открытии в этом здании театра.

## Архитектурные особенности
Здание усадьбы представляет собой центральный корпус с боковыми флигелями, украшенными в стиле рококо. Главный вход акцентирован портиком и балконом с балюстрадой, а на фасаде размещены лепнина, пилястры и фигуры атлантов, подпирающие выступы с карнизами. Крышу здания также обрамляет балюстрада.
Внутренние помещения особняка оформлены в разных стилях. К наиболее ранним относится Готический зал, отделка которого выполнена в середине XIX века, а также курительная комната в «мавританском» стиле. Украшения остальных комнат строятся на сочетании древесных панелей и штукатурной декорации. По состоянию на 2018 год общая площадь усадьбы составляет 7 000 м².

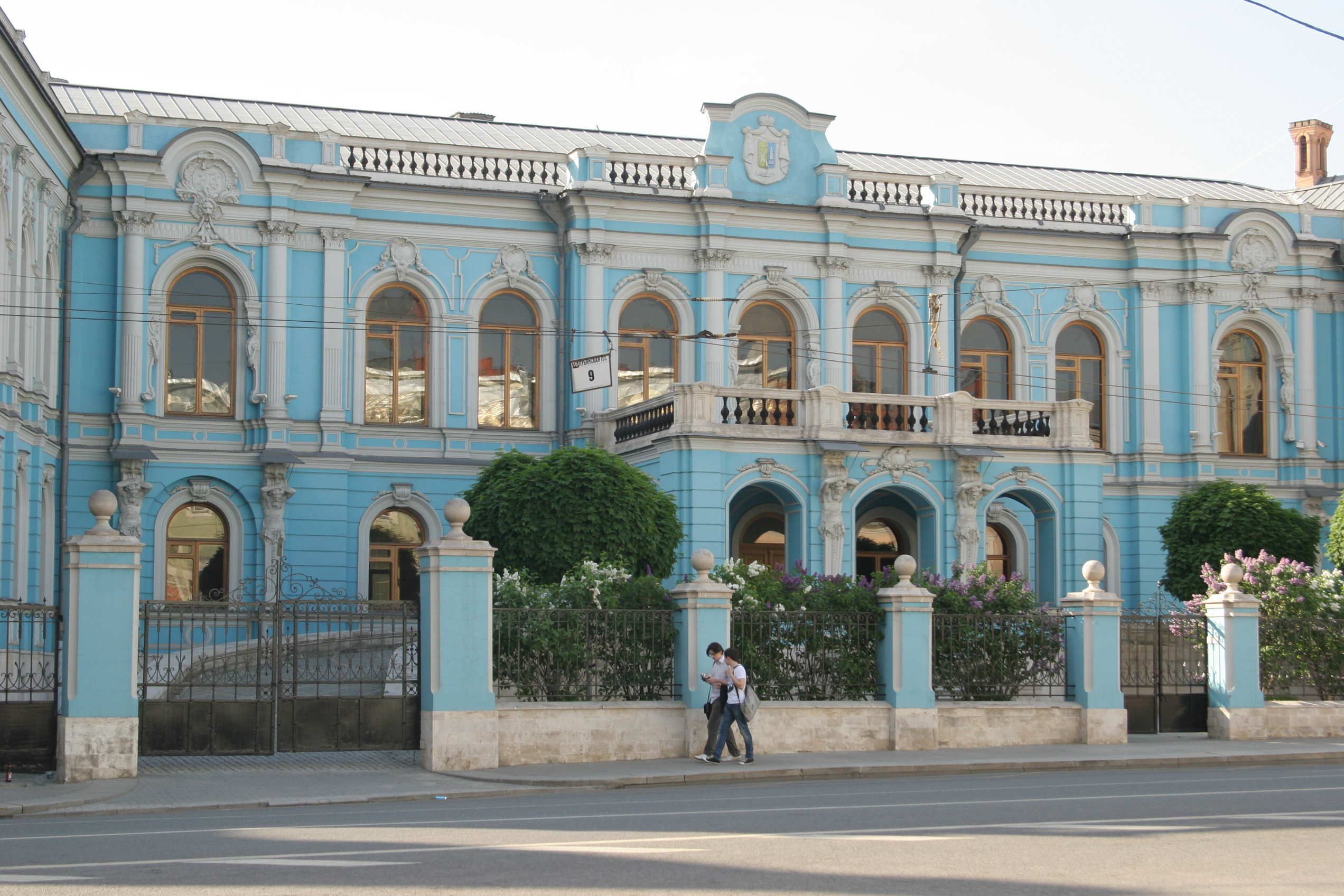
Фасад здания в 2012 году
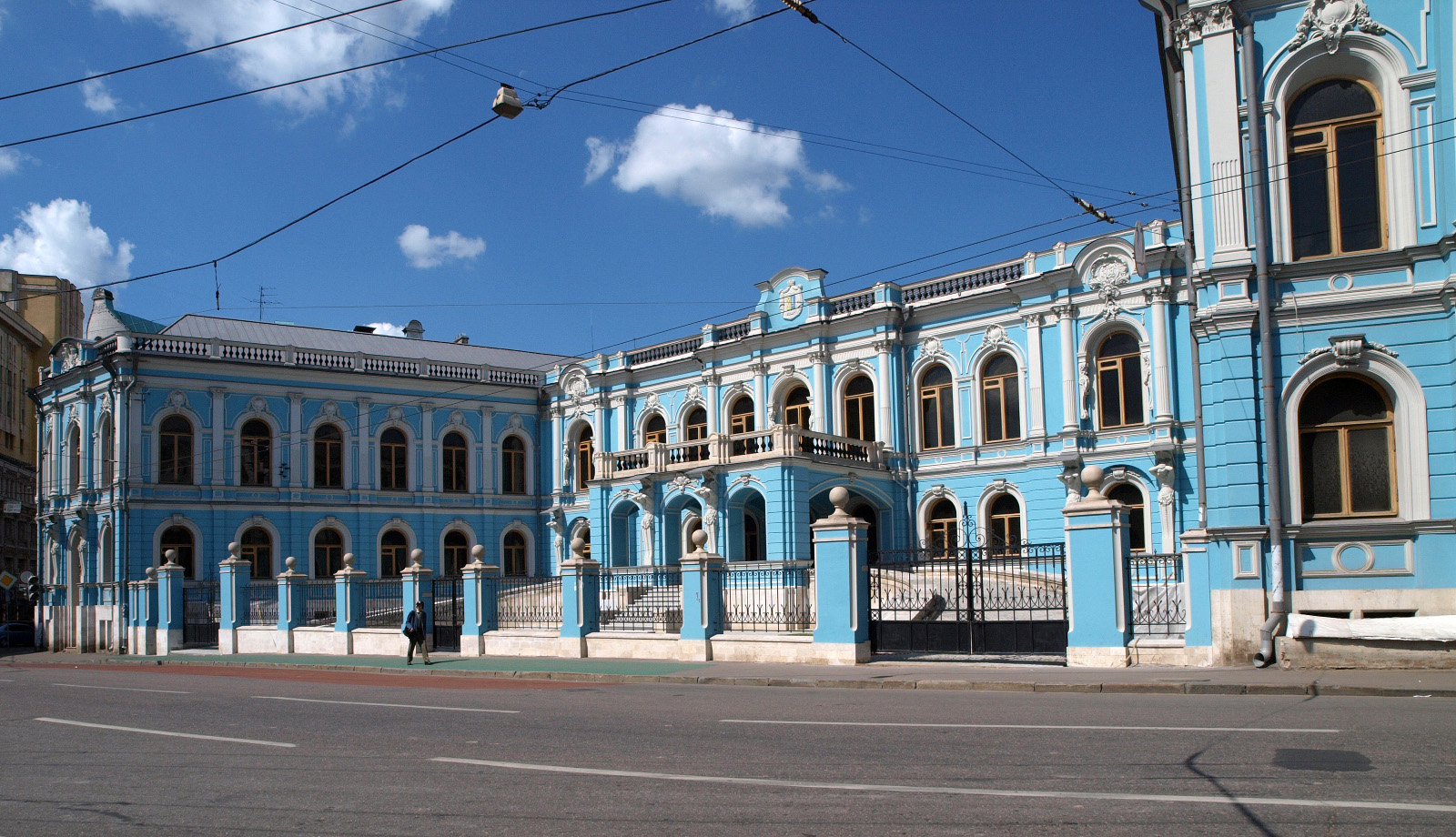
Вид на вход в особняк, 2008 год
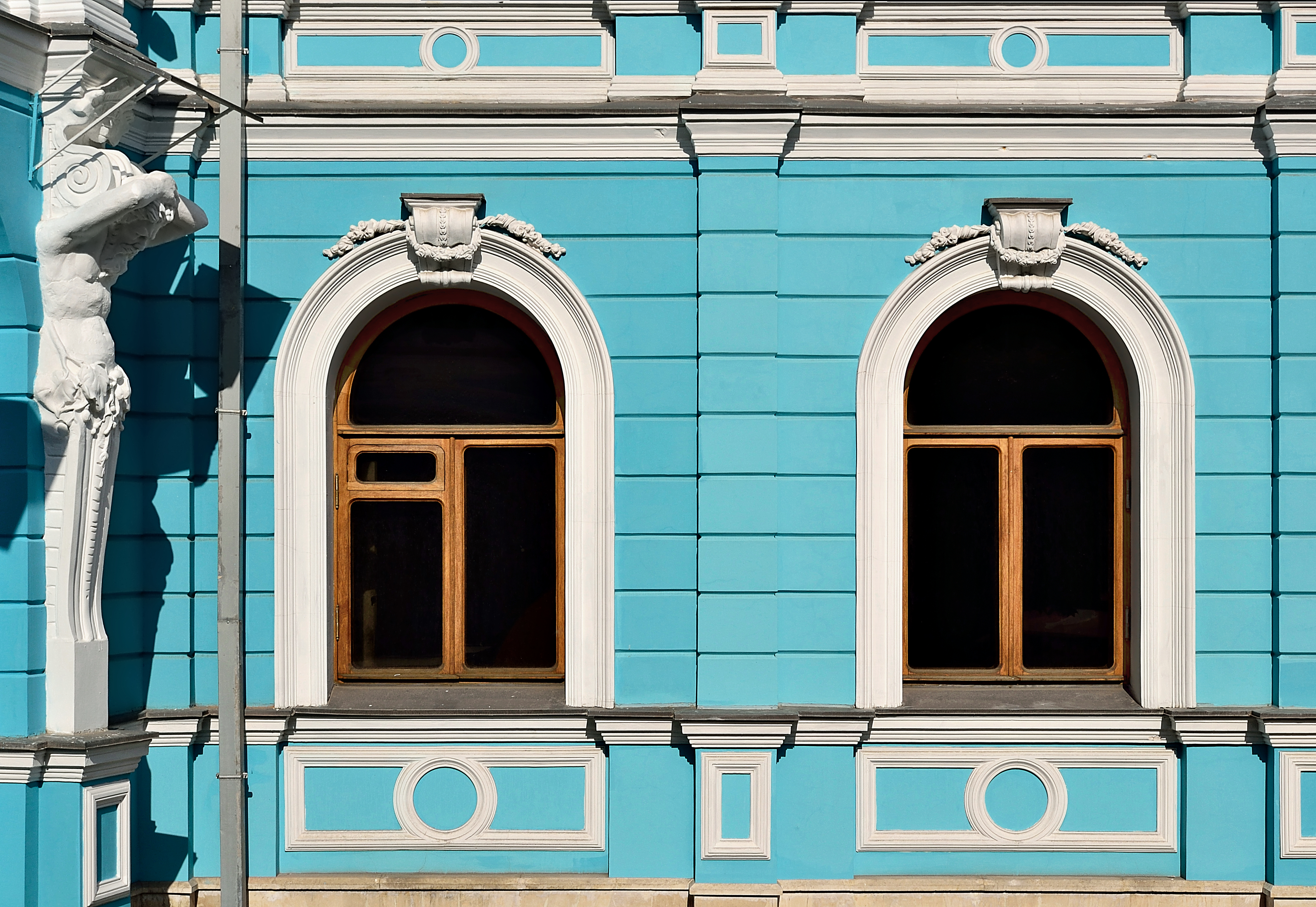
Украшения фасада, 2015 год
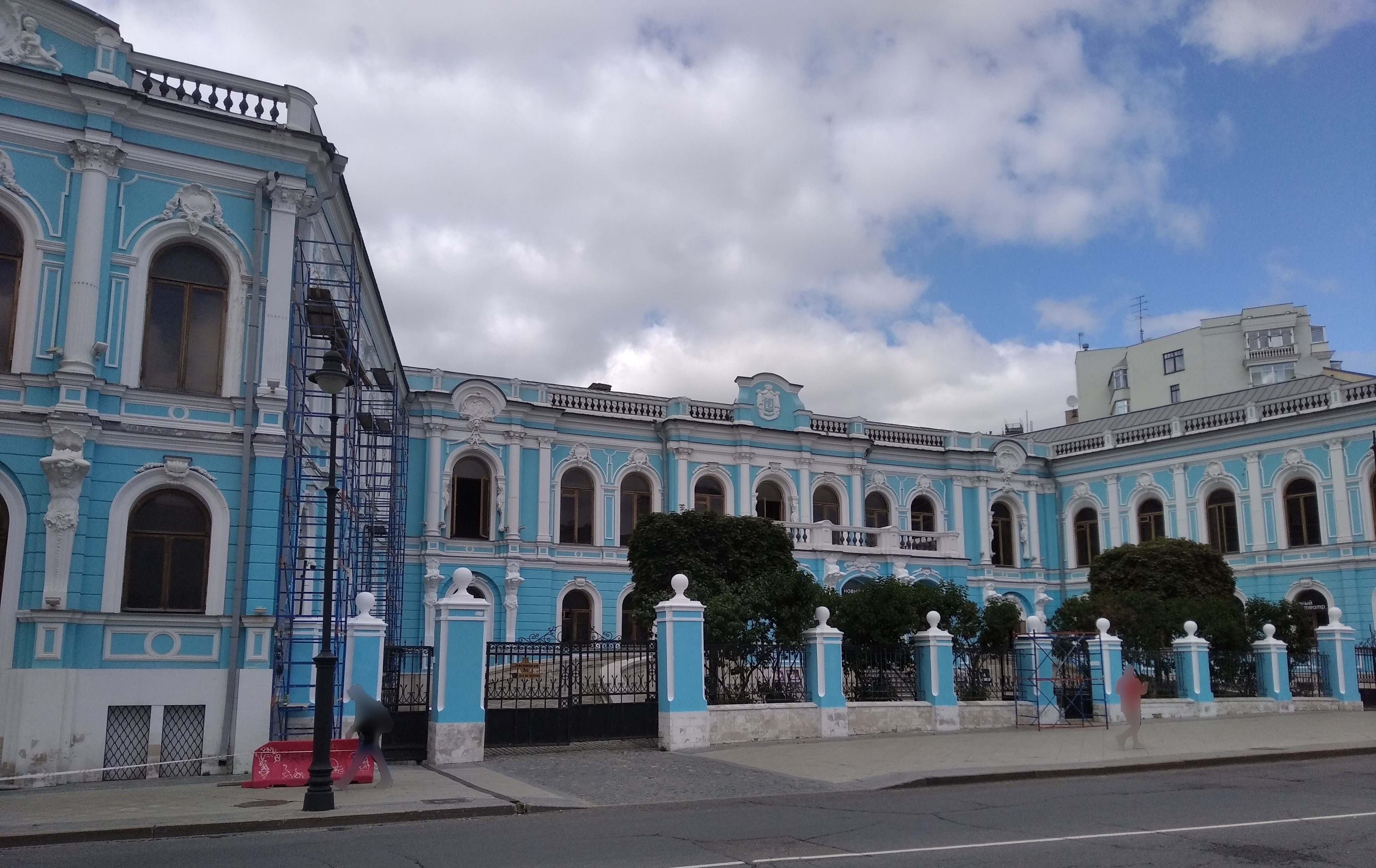
Современный вид (июль 2024 года)